# Vanessa Janke
Vanessa Janke (Pomerode, 8 de março de 1991) é uma voleibolista indoor brasileira, atuante na posição Ponteira, sagrou-se medalhista de ouro no Campeonato Sul-Americano de Clubes de 2021 no Brasil.

## Carreira
Os primeiros contatos com o voleibol deu-se em sua cidade e na fase escolar, estudou na Escola Presidente Prudente de Morais, iniciou a treinar em 2004, chamando atenção do Professor Maneca nas competições escolares em Pomerode, competiu pela Associação Desportiva Pomerana, sendo que vinculada a este clube foi convocada para seleção catarinense na categoria de base em 2006 para disputar  para disputar o Campeonato Brasileiro de Seleções Estaduais Infantojuvenil Feminino 1ª Divisão sediado em Maceió e foi vice-campeã do Campeonato Brasileiro de Seleções Estaduais na categoria infantil de 2006 e pré-convocada em 2007, em preparação para o Campeonato Brasileiro de Seleções Infantojuvenil Feminino 1ª Divisão cuja sede foi em Fortaleza e vice-campeã nesta edição.Ainda em 2007 foi cedida para FURB/BluVôlei/FMD e conquistou o título do Campeonato Catarinense na categoria infantojuvenil, no ano seguinte jogou pela Inovação/Coopera/Apav/Forquilha, já em 2009 pelo Nova Trento/Esteio/Tim/Unifebe foi campeã estadual infantojuvenil e vice-campeã dos Joguinhos Abertos de Santa Catarina no mesmo ano.
Em 2009 se profissionalizou e atuou pelo Pauta/São José e por este clube na edição da Liga Nacional de 2010 alcançou o terceiro lugar e obteve a promoção a elite nacional, e disputou a primeira Superliga Brasileira A 2010-11 e finalizou na última colocação.
Em 2011 atuou pelo time de São José dos Campos Vôlei, chegando a disputar a elite do Campeonato Paulista e foi vice-campeã dos Jogos Abertos de Piracicaba, primeira divisãoFoi atleta do Rio do Sul/Unimed/Delsoft na temporada 2012-13, disputou o Campeonato Catarinense de 2012e conquistou o título e representou a cidade de Rio do Sil na 52ª edição dos Jogos Abertos de Santa Catarina (Jasc) de 2012obtendo o ouroe também ajudou a equipe para avançar as quartas de final  da Superliga Brasileira A 2012-13, competição na qual finalizou na oitava colocação.
No período 2013-14 permaneceu no Rio do Sul/Equibrasil, sagrou-se bicampeã da edição dos Jasc em 2013sagrando-se bicampeã catarinense em 2013 e foi bicampeã dos Jasc em 2013 e  encerrou na décima terceira posição da Superliga Brasileira A 2013-14.
Renovou com o Rio do Sul/Equibrasil para temporada 2014-15 e conquistou o tricampeonato do Jasc em 2014, disputou o Campeonato Catarinense de 2014 alcançando seu tricampeonato consecutivo.Ainda em 2014 disputou Copa Brasil de 2014 em Maringá, ocasião que encerrou na sétima posiçao.  e por esse clube foi inscrita na Superliga Brasileira A 2014-15
Renovou com Rio do Sul/Equibrasil na temporada 2015-16 e sagrou-se campeã Catarinense de 2015e campeã dos Jogos Abertos de Santa Catarina, realizado em Joaçaba.Pela Copa Brasil de 2016 encerrou na sétima colocação e classificou para as quartas de final da Superliga Brasileira A 2015-16 e terminou na sexta posição.
Em 2016, época que já computava mais de 500 pontos marcados na Superliga Brasileira, durante a Sessão Ordinária realizada no dia três de maio, o então vereador Rafael Pfuetzenreiter apresentou a Moção Nº 4/2016, na qual foi homenageada com outros atletas de Pomerode, na edição da Superliga Brasileira A 2015-16, disputou 75 sets, fez 164 pontos e 202 defesas, sendo 97% defesas positivas, sendo premiada como a jogadora de melhor defesa da edição.Foi contratada pelo Pinheiros/Klar e disputou as competições de 2016-17 sagrando-se vice-campeã do Campeonato Paulista de 2016 finalizando na oitava posição na Superliga Brasileira A 2016-17.
Renovou com o Pinheiros/Klar para a jornada esportiva  de 2017-18 conquistou o título da Copa São Paulo de 2017 e disputou a Superliga Brasileira A 2017-18.
Na jornada 2018-19 foi contratada para defender as cores do Sesi/Vôlei Bauru conquistando o título do Campeonato Paulista de 2018, foi semifinalista na Copa Brasil de 2019 realizada em Gramado e na Superliga Brasileira A 2018-19.
Transferiu-se para Osasco Audaux e atuou por este no período esportivo de 2019-20 conquistando o vice-campeonato do Campeonato Paulista de 2019, alcançando a sétima posição na Copa Brasil de 2020 em Jaraguá do Sul e a temporada da Superliga Brasileira  A foi cancelada devido á Pandemia da COVID-19.
Nas competições de 2020-21 retorna ao Sesi/Bauru sendo vice-campeã do Campeonato Paulista de 2020 e semifinalista na Copa Brasil de 2021 em Saquarema e também na Superliga Brasileira A 2020-21.
Na temporada seguinte foi contratada pelo Dentil/Praia Clube. conquistou os títulos do Campeonato Mineiro de 2021, da Supercopa Brasileira em Brusque de 2021 e contribuiu para o Campeonato Sul-Americano de Clubes de 2021 sediado em Brasília.

## Títulos e resultados
- Superliga Brasileira Aː2022-23
- Superliga Brasileira Aː2021-22
- Superliga Brasileira Aː2018-19 e 2020-21
- Supercopa Brasileira de Voleibolː2021
- Copa Brasil:2019 e 2021
- Copa Brasil:2023
- Copa Brasil:2022
- Campeonato Paulista:2018
- Campeonato Paulista:2016[27], 2019 e 2020
- Campeonato Paulista:2017
- Campeonato Mineiroː2021
- Campeonato Mineiroː2022
- Campeonato Catarinense:2012[9], 2013[13], 2014[17] e 2015[21]
- Jasc:2012[11],2013[11], 2014[15], 2015[23]
- Copa São Paulo:2017[30]

## Premiações individuais
- Superliga Brasileira de 2015/16 - Série A: "Melhor Defesa"